# Monte Roe
Il Monte Roe (in lingua inglese: Mount Roe) è una montagna antartica, piuttosto piatta e per lo più coperta di ghiaccio, che sovrasta il fianco occidentale del ghiacciaio Liv, 1,9 km a nordest del Monte Wells, all'estremità sudest delle Prince Olav Mountains, catena montuosa che fa parte dei Monti della Regina Maud, in Antartide.

## Storia
La denominazione è stata assegnata dall'Advisory Committee on Antarctic Names (US-ACAN) in onore del luogotenente Donald W. Roe Jr, della U.S. Navy, componente della squadriglia VX-6, membro del gruppo che passò l'inverno 1961 alla Stazione McMurdo e ufficiale addetto alla sicurezza della squadriglia nella stagione 1962-63.